# Municipio de Perry (condado de Lawrence, Pensilvania)
El municipio de Perry (en inglés: Perry Township) es un municipio ubicado en el condado de Lawrence en el estado estadounidense de Pensilvania. En el año 2000 tenía una población de 1.930 habitantes y una densidad poblacional de 41 personas por km².

## Geografía
El municipio de Perry se encuentra ubicado en las coordenadas 40°52′28″N 80°13′29″O / 40.87444, -80.22472.

## Demografía
Según la Oficina del Censo en 2000 los ingresos medios por hogar en la localidad eran de $40,887 y los ingresos medios por familia eran de $46,793. Los hombres tenían unos ingresos medios de $35,767 frente a los $24,205 para las mujeres. La renta per cápita de la localidad era de $18,066. Alrededor del 10,2% de la población estaba por debajo del umbral de pobreza.